# 韓嫣
韓 嫣（かん えん、生没年不詳）は、前漢の人。字は王孫。弓高侯韓頽当の孫で、韓王信の曾孫にあたる。弟の韓説も、同じく武帝に寵愛された。

## 略歴
騎射に長け聡明な人物であったという。武帝が膠東王だった時代に共に学んだ仲であった。武帝は即位以来匈奴征伐を志しており、韓嫣が武事に長けていたことから大変寵愛した。武帝と同じ寝台で寝起きするほどであったという。武帝に対して、周囲からは不遜と映る行為もあったという。また、韓嫣の跋扈に憤慨した李当戸（李広の長男）から、殴打を受けたことがあり、武帝はこれを不問にした。
江都王劉非（武帝の異母兄）が入朝し、武帝の上林苑での狩猟に同行した際、武帝が韓嫣を副車に乗せ、数十騎と共に先に行かせた。江都王は遠くからそれを見て武帝だと思い、道の脇に平伏して待っていたが、韓嫣は彼が平伏していることに気づかずに、そのまま通り過ぎてしまった。これを見た江都王は怒って王皇太后に「王国を返上し、韓嫣のように帝の側仕えになりとうございます」と申し出た。韓嫣が後宮に出入りし、宮女と関係しているとの報告を受けると、韓嫣に対し含むところがあった王皇太后は韓嫣に死を賜った。武帝はかばったが韓嫣は自殺した。